# 费尔伯特
费尔伯特（德語：Velbert，發音：[ˈfɛlbɐt] ⓘ）是德国北莱茵-威斯特法伦州杜塞尔多夫行政区梅特曼县的城市，面积74.9平方千米，2023年12月31日人口为82,462人。

## 友好城市
- 法國 沙泰勒罗（1965年）
- 英格兰 科比（1966年）
- 土耳其 哈吉贝克塔什（英语：Hacıbektaş）（2000年）
- 希腊 伊古迈尼察（2012年）
- 波蘭 莫龍格（2016年）
- 科索沃 波杜耶沃（2019年）